# Crime & the City Solution
Crime & the City Solution ist eine australische Indie-Rock-Band.

## Geschichte
Crime & the City Solution wurde Ende 1979 vom Sänger und Songwriter Simon Bonney in Melbourne gegründet. Die Band löste sich 1979 auf, ohne eine Platte veröffentlicht zu haben. 1983 zog Simon Bonney nach London und gründete dort zwei Jahre später eine neue Version der Band mit Mitgliedern der kurz zuvor aufgelösten The Birthday Party. Ein Jahr nach der Gründung siedelte die Band nach West-Berlin um und spielte dort vier Alben ein: Room of Lights (1986), Shine (1988), The Bride Ship (1989) und Paradise Discotheque (1990). 1991 kam die erneute Auflösung der Band, bevor Bonney 2012 in Detroit zum dritten Mal eine Band unter dem Namen Crime & the City Solution gründete und mit ihr 2013 das Album American Twilight veröffentlichte.
Einziges konstantes Bandmitglied über all die Jahre war Simon Bonney. Die erfolgreichste Phase der Band war die mittlere (1985–1991) - mit dem variablen Line-up Simon Bonney (Gesang), Mick Harvey (Gitarre, Schlagzeug), Rowland S. Howard (Gitarre), Harry Howard (E-Bass), Epic Soundtracks (Schlagzeug), Bronwyn Adams (Geige), Chrislo Haas (Synthesizer), Alex Hacke (Gitarre) und Thomas Stern (E-Bass).

## Diskografie

### Alben
- 1986: Room of Lights
- 1988: Shine
- 1989: The Bride Ship
- 1990: Paradies Discotheque
- 2013: American Twilight
- 2023: The Killer

### Kompilationen
- 1996: Adversary: Live
- 2012: A History of Crime - Berlin 1987-1991
- 2014: The Adversary

### EPs
- 1985: The Dangling Man
- 1985: Just South of Heaven

### Singles
- 1986: The Kentucky Click / Adventure
- 1988: On Every Train (Grain Will Bear Grain)
- 1989: The Shadow of No Man
- 1990: I Have the Gun
- 1991: The Dolphins and the Sharks